# Cerro Pro
Cerro Pro o Fortaleza de Pro es un yacimiento arqueológico ubicado en el distrito de Los Olivos, en la ciudad de Lima, capital del Perú. Fue un conjunto de recintos de piedra y tapial datados del Periodo Intermedio Temprano (200 a. C.-700 d. C.) y pertenecientes a la cultura Lima

## Distribución

### Cresta Norte
En esta zona se han hallado fragmentos de cerámica y restos de moluscos por lo cual se puede concluir que es fue un área en constante actividad.

### Cresta Sur
En esta zona se descubrieron varios recintos pequeños de tapial y en el 2007 el arqueólogo Carlos Enrique Guzmán informó el hallazgo de 14 cuerpos flexionados, fragmentos de cerámica  Lima y un ídolo de madera. Debido al constante huaqueo del área se pueden apreciar restos de huesos, cerámica y textiles en la superficie.

### Zona alta
Aquí se halla un recinto ovalado con muros de piedra de hasta 2 metros de ancho, con una esquina recta.

## Hábitos alimenticios
Debido a que los habitantes del cerro Pro se ubicaron en el margen izquierdo del río Chillón su territorio fue un área fértil por lo que llegaron a cultivar productos como el maíz, la coca y la calabaza de los cuales se alimentaban. Asimismo, se dedicaron a la captura de pequeños moluscos del río. Esto se puede concluir debido a hallazgos en la cresta sur.

## Uso como fortaleza
Al contrario de la cresta sur en la cual se encontraron restos humanos y productos agrícolas, en la zona más alta se han encontrado los restos de un antiguo recinto ovalado con muros de piedra de 1 metro de alto y 2 metros de ancho, por lo cual el arqueólogo Santiago Agurto denominó al lugar como fortaleza. Estos muros permitieron a los pobladores del lugar poder ver a sus enemigos desde muy alto y poder tener ventaja sobre ellos por lo que no cabe duda de que el lugar fue un centro político y administrativo. Un poco más abajo también se ha hallado un recinto que servía como defensa del cerro, en este se pueden apreciar vigas de madera, cañas y carrizo que sirvieron como techo.